# Communauté de communes Champsaur-Valgaudemar
La communauté de communes Champsaur-Valgaudemar est une communauté de communes française créée le 7 novembre 2016 et a pris effet le 1er janvier 2017, située dans le département des Hautes-Alpes, en région Provence-Alpes-Côte d'Azur.

## Historique
La loi no 2015-991 du 7 août 2015 portant nouvelle organisation territoriale de la République, dite « loi NOTRe », impose aux structures intercommunales un seuil minimal de population de 15 000 habitants pour pouvoir se maintenir, assorti de dérogations, sans pour autant descendre en dessous de 5 000 habitants. Le département des Hautes-Alpes étant classé en zone de montagne, c'est ce dernier seuil qui s'applique.
La communauté de communes du Champsaur n'avait pas l'obligation de fusionner, car la population était supérieure au seuil minimal préconisé par la loi pour le département (7 237 habitants en 2012). Le schéma départemental de coopération intercommunale des Hautes-Alpes, dévoilé en octobre 2015, prévoyait la fusion avec les communautés de communes du Valgaudemar et du Haut Champsaur (qui ont l'obligation de fusionner).
Après consultation de la commission départementale de coopération intercommunale du 17 mars 2016, ce projet de fusion est confirmé. L'arrêté préfectoral du 7 novembre 2016 donne le nom de « communauté de communes du Champsaur-Valgaudemar » à la nouvelle structure intercommunale.

## Territoire communautaire

### Composition
La communauté de communes est composée des 25 communes suivantes :

| Nom                               | Code Insee | Gentilé          | Superficie (km2) | Population (dernière pop. légale) | Densité (hab./km2) |
| --------------------------------- | ---------- | ---------------- | ---------------- | --------------------------------- | ------------------ |
| Saint-Bonnet-en-Champsaur (siège) | 05132      | Saint-Bonnetiers | 35,85            | 2 081 (2022)                      | 58                 |
| Ancelle                           | 05004      | Ancellois        | 50,66            | 966 (2022)                        | 19                 |
| Aspres-lès-Corps                  | 05009      | Asprions         | 16,73            | 93 (2022)                         | 5,6                |
| Aubessagne                        | 05039      |                  | 27,51            | 743 (2022)                        | 27                 |
| Buissard                          | 05025      | Buissardins      | 2,92             | 194 (2022)                        | 66                 |
| Chabottes                         | 05029      | Chabottins       | 9,96             | 955 (2022)                        | 96                 |
| Champoléon                        | 05032      | Champoléards     | 98,54            | 139 (2022)                        | 1,4                |
| La Chapelle-en-Valgaudémar        | 05064      | Chapellins       | 108,02           | 114 (2022)                        | 1,1                |
| La Fare-en-Champsaur              | 05054      |                  | 10,27            | 478 (2022)                        | 47                 |
| Forest-Saint-Julien               | 05056      |                  | 6,95             | 344 (2022)                        | 49                 |
| Le Glaizil                        | 05062      | Glaizialons      | 21,93            | 176 (2022)                        | 8                  |
| Laye                              | 05072      | Layards          | 10,55            | 242 (2022)                        | 23                 |
| La Motte-en-Champsaur             | 05090      | Moutins          | 52,8             | 207 (2022)                        | 3,9                |
| Le Noyer                          | 05095      | Noyerains        | 21,5             | 306 (2022)                        | 14                 |
| Orcières                          | 05096      | Orcatus          | 98,27            | 660 (2022)                        | 6,7                |
| Poligny                           | 05104      | Polinois         | 13,81            | 337 (2022)                        | 24                 |
| Saint-Firmin                      | 05142      | Saint-Firminois  | 22,39            | 449 (2022)                        | 20                 |
| Saint-Jacques-en-Valgodemard      | 05144      |                  | 15,65            | 115 (2022)                        | 7,3                |
| Saint-Jean-Saint-Nicolas          | 05145      | Fossipontais     | 37,17            | 1 090 (2022)                      | 29                 |
| Saint-Julien-en-Champsaur         | 05147      |                  | 10,04            | 379 (2022)                        | 38                 |
| Saint-Laurent-du-Cros             | 05148      |                  | 12,69            | 575 (2022)                        | 45                 |
| Saint-Léger-les-Mélèzes           | 05149      | San-Lagirons     | 6,76             | 369 (2022)                        | 55                 |
| Saint-Maurice-en-Valgodemard      | 05152      |                  | 36,37            | 118 (2022)                        | 3,2                |
| Saint-Michel-de-Chaillol          | 05153      |                  | 16,78            | 367 (2022)                        | 22                 |
| Villar-Loubière                   | 05182      |                  | 22,63            | 31 (2022)                         | 1,4                |

## Administration

### Siège
Le siège de la communauté de communes est situé à Saint-Bonnet-en-Champsaur.

### Les élus
La communauté de communes est gérée par un conseil communautaire initialement composé de 42 membres représentant chacune des communes membres. Depuis les élections municipales de mars 2020, le conseil communautaire est composé de 40 membres, dont la répartition est la suivante :
| Nombre de délégués | Communes                                     |
| ------------------ | -------------------------------------------- |
| 7                  | Saint-Bonnet-en-Champsaur                    |
| 3                  | Ancelle, Chabottes, Saint-Jean-Saint-Nicolas |
| 2                  | Aubessagne, Orcières, Saint-Laurent-du-Cros  |
| 1                  | Autres communes                              |

### Présidence
| Nom | Nom             | Parti | Début | Fin         | Fonctions                                         |
| --- | --------------- | ----- | ----- | ----------- | ------------------------------------------------- |
|     | Carmine Rogazzo | LR    | 2017  | 2020        | Conseiller municipal de Saint-Bonnet-en-Champsaur |
|     | Fabrice Borel   | SE    | 2020  | En fonction | Maire de Forest-Saint-Julien                      |

Les vice-présidents, nommés à la suite du premier conseil communautaire le 12 janvier 2017, sont : Rodolphe Papet, Daniel Alluis, Jean-Marie Amar, Patrick Ricou, Pascal Eyraud, Alain Freynet, Gérard Blanchard et Christiane Mioletti.
Les vice-présidents, nommés à la suite du premier conseil communautaire le 16 Juillet 2020, sont : Richard Achin, Laurent Daumark, Elsie Nicolas, Bruno Sarrazin, Jean-Luc Blache, Jean-Marie Amar, Didier Monfort, Gérald Martinez.

### Compétences
Les compétences exercées par la communauté de communes sont :
- développement économique (études, animation…) ;
- aménagement de l'espace (études d'aménagement, schéma de cohérence territoriale, système d'information géographique…) ;
- tourisme (promotion du tourisme, gestion du plan d'eau de la base de loisirs du Champsaur…) ;
- protection et mise en valeur de l'environnement (collecte et traitement des déchets, étude du schéma d'aménagement et de gestion des eaux…) ;
- sport et éducation (construction, entretien et fonctionnement d'équipements sportifs d'intérêt communautaire, soutien d'associations sportives, accompagnements en matière scolaire : natation, transport vers les stations de sports d'hiver…) ;
- culture et patrimoine ;
- social et habitat ;
- appui auprès des communes.

### Régime fiscal et budget
La communauté de communes est dotée d'un budget principal, ainsi que de budgets annexes, six ayant été ajoutés par un arrêté préfectoral du 21 décembre 2016 : déchets ménagers, établissements culturels, services communs, centre aquatique, station-service et abattoir.